# Sabin Strătilă
Sabin Florin Strătilă (n. 27 martie 1995 în Constanța) este un jucător român de rugby în XV și de rugby în VII. Evoluează pe postul de fundaș (fullback).

## Carieră
S-a născut într-o familie de jucători de rugby: trei dintre cei patru băieți practică sportul cu balonul oval. S-a format la LPS „Nicolae Rotaru” din Constanța, orașul său natal, apoi s-a legitimat la CSA Steaua București, unde joacă atât în echipa de seniori, care evoluează în SuperLiga, cât și la cea de tineret (U23), care evoluează în Divizia Națională.
Și-a făcut debutul la echipa națională a României într-o partidă de Cupa Europeană a Națiunilor împotriva Germaniei în martie 2015. A fost inclus în selecția pentru Cupa Mondială din 2015, dar nu a jucat niciun meci.